# Anderson Mazoka
Anderson Kambela Mazoka (Monze, 22 de março de 1943 — Joanesburgo, 24 de maio de 2006) foi um político zambiano e presidente do Partido Unido para o Desenvolvimento Nacional.
Mazoka nasceu em  Monze e se formou em 1969 em engenharia mecânica, desenvolvendo, como tese de graduação, um túnel de vento. O túnel foi utilizado, durante 30 anos, no departamento de ciência e engenharia da faculdade.
Nas eleições presidenciais ocorrida em 27 de dezembro de 2001, ele terminou em segundo lugar atrás de Levy Mwanawasa conseguindo 27,2 % dos votos.
No dia 24 de Maio de 2006, Mazoka morreu por complicações no rim em Joanesburgo, África do Sul, aos 63 anos de idade, sendo sucedido por Hakainde Hichilema no cargo de líder do Partido Unido para o Desenvolvimento Nacional.